# MS Navigator of the Seas
Navigator of the Seas је крузер који припада класи под називом "Voyager". Под контролом је "Royal Caribbean International"-a. Радови на броду су завршени 18-ог новембра 2002. године. Дужина брода износи 311 метара. 